# Черв'яни

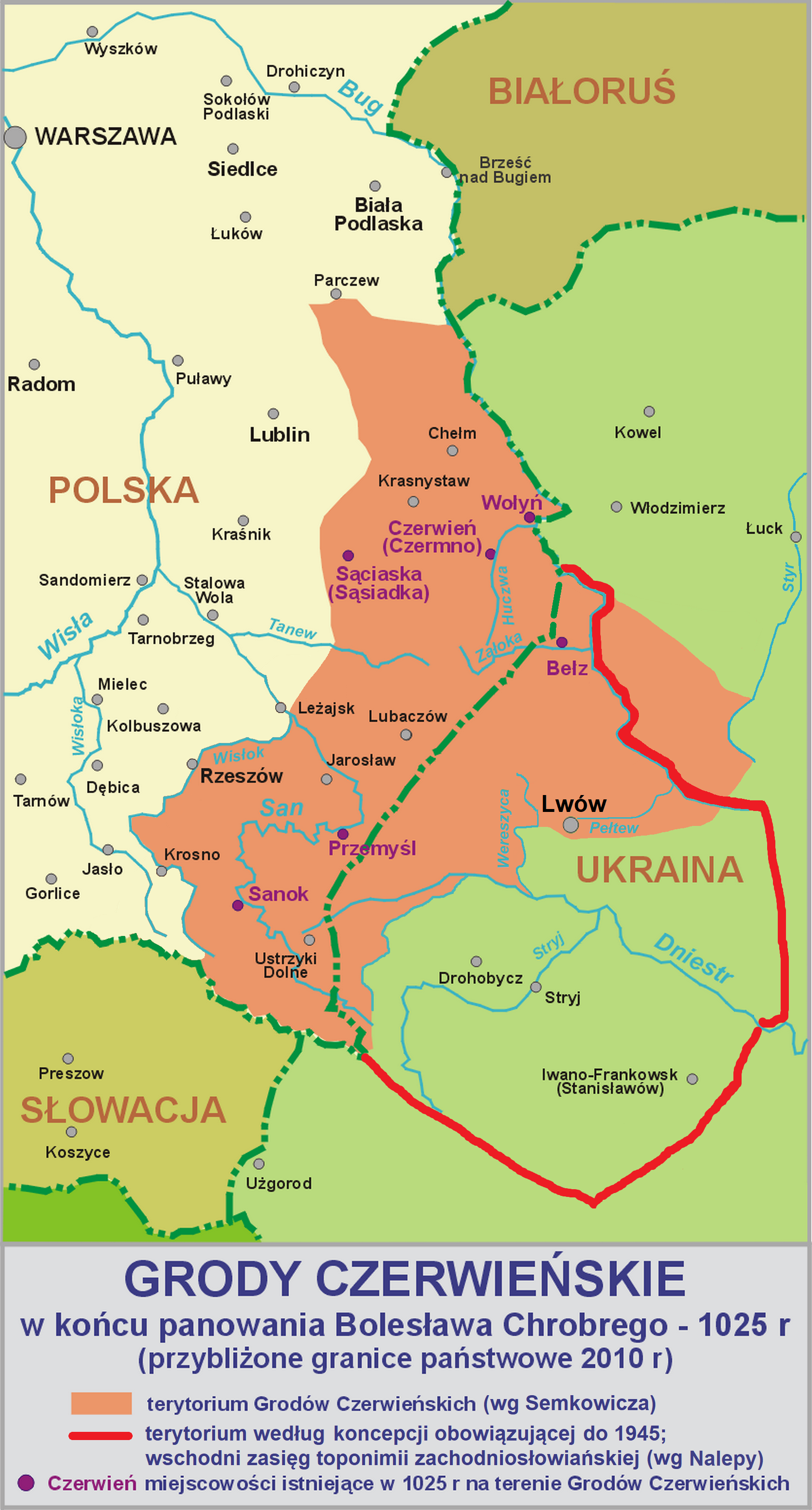
Територія Червенських городів на сучасній мапі

Черв'я́ни  (давньорус. Червяне) — одне зі східнослов'янських племен у союзі племен дулібів, що проживало на території Червенських городів на лівобережжі Бугу (див. «бужани», «волиняни»). Регіональна назва дулібів, аналогічна бужанам чи волинянам. Політико-економічним та культурним центром черв'ян, скоріше був Червен, від якого вони могли отримали свою назву.

## Історія
У IX-Х ст. черв'яни мали чільне місце в суспільстві перед бужанами, пізніше волиняни зайняли лідерство у політично-економічному житті надавши назву Волині. Адже гегемонія дулібів поширювалася на цей регіон ще в VI ст., але після аварського завоювання дулібський племінний союз розпався, і частина його територій підпала під залежність Аварського каганату, через що відігравали пізнішу роль регіонального лідера представники окремих регіонів розселення дулібів.
Існувало гіпотетично у VIII-X століттях, але, можливо, згадане у «Баварському географі», який датується першою половиною IX століття:
| [19]Zuireani, habent civitates CCCXXV [Черв'яни? мають 325 городів] |

На схід від Польського королівства показана територія Червенських городів (забарвлена червоно-зеленим кольором)

| [35]Zeriuani, quod tantum est regnum ui ex eo cunctae gentes Sclauorum exortae sint et originem sicut affirmant ducant [Черв'яни?, які одні мають королівство і від яких всі племена слов'ян, як вони стверджують, походять і ведуть свій рід] |
Досить цікаво, що в останній звістці черв'яни (дуліби) названі єдиним народом, що має королівство серед усіх, присутніх у «Баварському географі» — це означає, що черв'яни у першій половині IX століття були досить могутнім племенем, на що вказує також і те, що «Червенськими городами» ще у XI столітті літописець називав усю західну половину Галичини. До їх складу входив також і центр бужан — Бужеськ.